# Kina Björklund
Inga Kristina Björklund, känd som Kina Björklund, född den 16 augusti 1960, är en svensk keramiker utbildad bland annat på Konstfack.
Björklund har bland annat ställt ut sina verk på följande museer och gallerier:
- Victoria and Albert Museum, London
- Galleri Grythyttan
- Rörstrands Museum, Lidköping
- Gustavsbergs porslinsmuseum